# Rafael Ferrando
| (34854) Paquifrutos    | 13. Oktober 2001   |
| (64553) Segorbe        | 24. November 2001  |
| (72827) Maxaub         | 23. April 2001     |
| (78071) Vicent         | 1. Juni 2002       |
| (88470) Joaquinescrig  | 26. August 2001    |
| (90140) Gómezdonet     | 28. Dezember 2002  |
| (90414) Karpov         | 19. Dezember 2003  |
| (107223) Ripero        | 21. Januar 2001    |
| (108113) Maza          | 14. April 2001     |
| (109097) Hamuy         | 19. August 2001    |
| (113388) Davidmartinez | 28. September 2002 |
| (125476) Frangarcia    | 27. November 2001  |
| (128474) Arbacia       | 7. August 2004     |

Rafael Ferrando (* 1966) ist ein spanischer Astronom und Asteroidenentdecker.
1996 gründete er das Observatorio Pla D’Arguines in Segorbe in der autonomen Region Valencia.
Er entdeckte zwischen 2001 und 2010 mehr als 180 Asteroiden, sechs davon zusammen mit M. Ferrando.
Der Asteroid (161545) Ferrando wurde am 24. November 2007 nach ihm benannt.